# John Trengove
John Trengove (Johannesburg, 21 marzo 1978) è un regista sudafricano.

## Biografia
Trengove è il figlio dell'avvocato sudafricano Wim Trengove. Ha frequentato la Tisch School of the Arts della New York University.
Nel 2010 ha diretto la miniserie Hopeville, candidata al premio Emmy e vincitrice della Rose d'Or. Il suo cortometraggio, The Goat, è stato presentato in anteprima al festival di Berlino 2014. Nel 2017 è uscito The Wound, un film controverso che segue una relazione segreta tra due uomini nel contesto del rituale di iniziazione Xhosa. Il film è stato presentato in anteprima al Sundance Film Festival e ha vinto il premio come miglior film al Frameline, al Sarasota, al Valencia e al Taipei Film Festival. Nel 2023 ha diretto Manodrome.

## Vita privata
A partire dal 2018, Trengove divideva il suo tempo tra Johannesburg e São Paulo con il suo partner, il cineasta brasiliano Marco Dutra.

## Filmografia
- Hopeville (2010)
- The Wound (2017)
- Manodrome (2023)